# Лукояновское викариатство
Лукоя́новское викариа́тство — викариатство Нижегородской епархии Русской православной церкви, существовавшее в 1919—1929 годы.

## История
5 ноября 1919 года архиепископ Нижегородский Евдоким (Мещерский) обратился с прошением на имя Патриарха Тихона, в котором просил назначить настоятеля Кашинского Дмитровского монастыря Тверской епархии архимандрита Николая (Кенарского) на Лукояновскую кафедру, в связи с чем Патриарх Тихон и Священный Синод произвели данное назначение «с тем, чтобы наречение и хиротония его во Епископский сан произведены были в г. Нижнем Новгороде». Священный Синод также выслал указ архиепископу Евдокиму в котором сообщал что: «…епископ Лукояновский должен руководствоваться в своей деятельности наказом для Епископов полусамостоятельных епархий, разосланным от 23 июня сего 1919 года».
В состав вновь созданного епископского округа вошли Лукояновский и Сергачский уезды. На его территории находились 225 приходских храмов, два женских монастыря — Лукояновский Свято-Тихоновский и Азрапинский Спасо-Живоносновский, а также скит Оранского мужского монастыря — Спасо-Преображенская Гуляевская пустынь.
Хиротония архимандрита Николая состоялась 22 декабря того же года, однако уже в январе 1920 года он скоропостижно скончался. 21 марта 1920 года состоялась епископская хиротония второго Лукоянского епископа Поликарпа (Тихонравова). Согласно его отчёту за 1921 год в состав управляемого им викариатства входило три городских поселения: Лукоянов, Сергач и Починки, а также 213 сёл с приходскими храмами
В 1922 году епископ Поликарп (Тихонравов) уклонился в обновленчество, последовав за своим правящим архиереем Евдокимом (Мещерским) и положив таким образом начало Лукояновской обновленческой епархии. Однако вскоре епископ Поликарп встал в оппозицию к обновленчеству и в том же году был уволен обновленцами с кафедры, а в 1923 году вернулся в патриаршую церковь. Кафедральный Покровский собор при этом был передан обновленцам, а в 1927 закрыт. В том же 1927 году была упрзданена Лукояновская обновленческая кафедра.
26 февраля 1924 года определением Патриарха Тихона и Священного при нём Синода на кафедру назначен архимандрит Панкратий (Гладков), который от назначения отказался и 9 июня того же года Резолюцией Патриарха освобождён от назначения.
9 июля 1924 года на Лукояновское викариатство был перемещён епископ Иоанн (Киструсский), однако назначения он не принял, 18 октября того же года подал прошение об увольнении на покой, которое было удовлетворено 10 ноября того же года
25 июля 1925 года епископом Лукояновским, викарием Нижегородской епархии, был назначен епископ Серафим (Юшков). Проживать в самом Лукоянове власти ему не разрешили и ему пришлось поселиться на жительство в 30 километрах, в селе Починки. В родных местах епископ Серафим прекрасно ориентировался, имел много знакомых из духовенства и мирян и совершал свои служения во вверенном ему викариатстве. 8 октября 1929 года епископ Серафим был назначен викарием Саратовской епархии с титулом Кузнецкий.
Других назначений на Лукояновское викариатство не последовало.

## Епископы
- 22 декабря 1919 — январь 1920 — Николай (Кенарский)
- 21 марта 1920 — лето 1922 — Поликарп (Тихонравов)
- осень 1923 — 9 мая 1924 — Макарий (Знаменский)
- 9 июля — 10 ноября 1924 — Иоанн (Киструсский)  назначения не принял
- 25 июля 1925 — 8 октября 1929 — Серафим (Юшков)